# Диас, Пауло
Па́уло Се́сар Ди́ас Уинка́лес (исп. Paulo César Díaz Huincales; 25 августа 1994, Сантьяго, Чили) — чилийский футболист, защитник клуба «Ривер Плейт» и сборной Чили.
Пауло — сын известного чилийского футболиста Итало Диаса.

## Клубная карьера
Диас начал карьеру выступая за молодёжные команды клубов «Кобрелоа», «Аудакс Итальяно» и «Палестино». 12 мая 2013 года в матче против «Кобрелоа» он дебютировал в чилийской Примере в составе последнего. 25 августа 2014 года в поединке против «Универсидад Католика» Пауло забил свой первый гол за «Палестино». Летом 2015 года Диас перешёл в «Коло-Коло». Сумма трансфера составила 700 тыс. долларов. 31 октября в матче против «Универсидад де Чили» Пауло дебютировал за новую команду. В начале 2016 года он перешёл в аргентинский «Сан-Лоренсо». Сумма трансфера составила 920 тыс. евро. 16 февраля в матче против «Олимпо» Диас дебютировал в аргентинской Примере. 30 октября в поединке против «Ньюэллс Олд Бойз» Пауло забил свой первый гол за «Сан-Лоренсо». 4 мая 2017 года в матче Кубка Либертадорес против бразильского «Атлетико Паранаэнсе» он отметился забитым мячом.
Летом 2018 года Диас перешёл в саудитский «Аль-Ахли». 1 сентября в матче против «Аль-Таавуна» он дебютировал в чемпионате Саудовской Аравии.
Летом 2019 года Диас вернулся в Аргентину и подписал контракт с «Ривер Плейтом». Сумма трансфера составила 3,6 млн. евро. 25 августа в матче против «Тальерес» он дебютировал за новую команду. 11 марта 2020 года в поединке Кубка Либертадорес против перуанского «Депортиво Бинасьональ» Пауло забил свой первый гол за «Ривер Плейт». в том же году он стал чемпионом Аргентины.

## Международная карьера
29 января 2015 года в товарищеском матче против сборной США Диас дебютировал за сборную Чили, заменив во втором тайме Марко Меделя.
В 2017 году Диас стал серебряным призёром Кубка конфедераций в России. На турнире он сыграл в матчах против команд Австралии и Германии.
В 2019 году в составе сборной Диас принял участие в Кубке Америки в Бразилии. На турнире он сыграл в матчах против сборных Эквадора, Уругвая и Аргентины.

## Достижения
Клубные
 «Сан-Лоренсо»
- Обладатель Суперкубка Аргентины (1): 2015

 «Ривер Плейт»
- Победитель аргентинской Примеры — 2021
- Обладатель Кубка Аргентины — 2019
- Финалист Кубка Либертадорес (1): 2019

Международные
 Чили
- Финалист Кубка конфедераций (1): 2017